# Toy (canção)

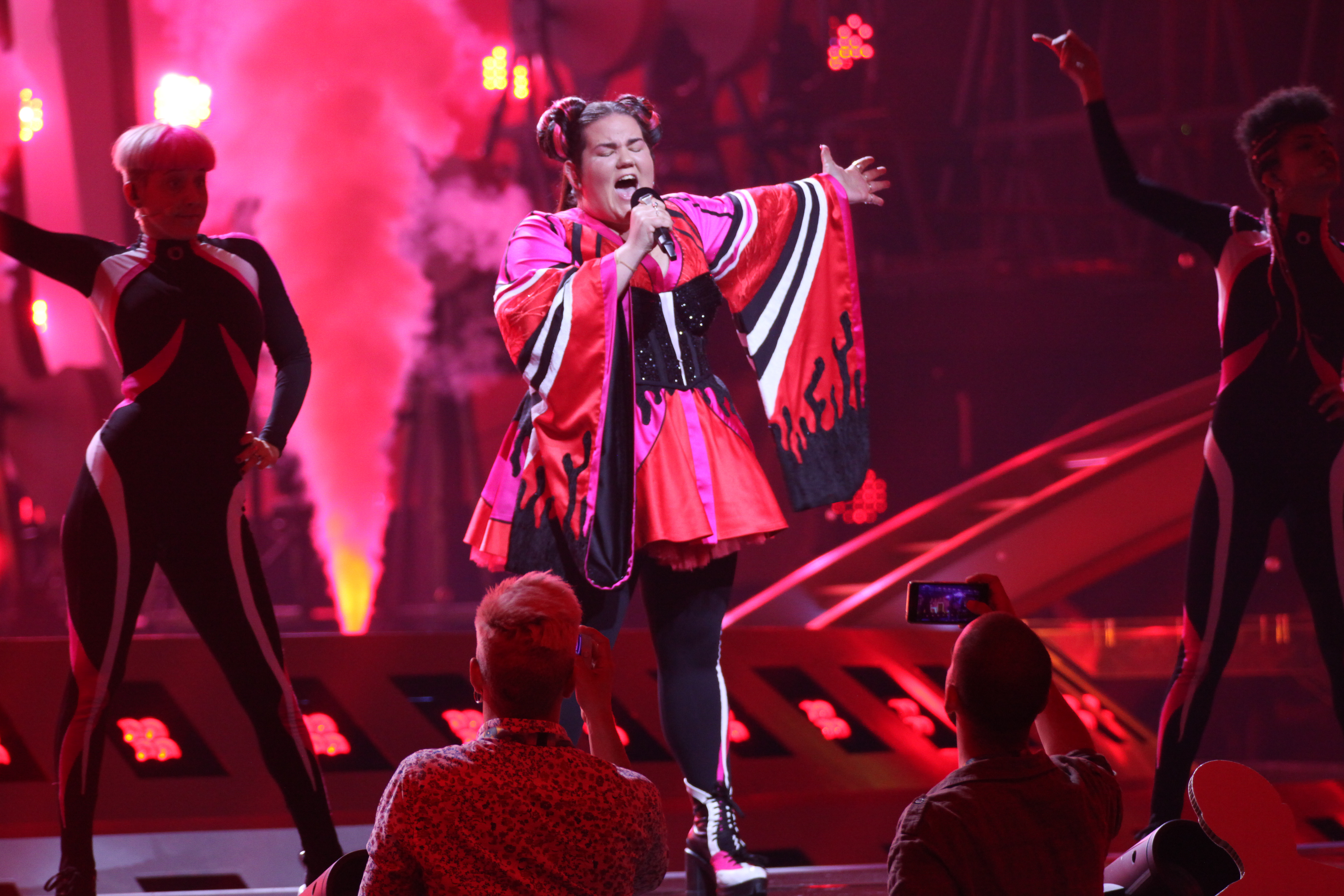
Neta representando Israel com a canção "Toy" durante ensaio antes da grande final do Eurovision Song Contest 2018 em Lisboa.

Toy ("Brinquedo") é uma canção da artista israelense Netta Barzilai, apresentada por Israel no Festival Eurovisão da Canção 2018. Foi escria e produzida por Doron Medalie e Stav Beger. É publicado em 11 de março de 2018 com seu videoclipe oficial, dirigido por Karen Hochma.
A música foi revelada online um dia antes de seu lançamento oficial. Em 12 de maio de 2018, a canção faz a sua intérprete Netta Barzilai vencer o Festival Eurovisão da Canção em Portugal.

## Letra
A letra da música é principalmente em inglês, com exceção da frase hebraica "אני לא בובה" (ani lo buba, "Eu não sou uma boneca") e a gíria "סטפה" (stefa, que significa "pilha de notas”), e ecoam o movimento #MeToo sobre assédio sexual, especialmente no local de trabalho.
Segundo sua intérprete, a canção “traz uma mensagem importante: o despertar do poder feminino e da justiça social, tudo envolto em um clima de festa”.

## Eurovision
"Toy" foi escolhido para competir na primeira semifinal do Eurovision Song Contest em 2018, atuando em sétimo lugar em um total de dezenove canções. Ela se classificou para a final depois de estar entre as dez canções mais votadas com base em uma combinação de júri e televotação. Na final, ele ficou em terceiro lugar após a votação do júri, com 212 pontos, e venceu graças ao televoto com 317 pontos, ficando em primeiro lugar com uma pontuação combinada de 529 pontos.

## Paródia de Toy
A comediante holandesa Sanne Wallis de Vries criou uma paródia de Toy com letras evocando a violência cometida pelos militares israelenses durante a Marcha de Retorno a Gaza. Esta paródia, transmitida na noite de 20 de maio de 2018 ao final do programa dedicado ao humorista interrogado no canal público holandês BNN VARA / NPO 1, desperta a ira de Israel, que denuncia “alusões anti-semitas”. Caracterizada como Netta pode ser vista parodiando a música. Estrofes como 'Seu país está cercado por lançadores de granadas? Eu construo paredes, como nos sonhos noturnos de Trump, e atiro foguetes nelas ” ; Veja como eu lanço mísseis. Que maravilha! Israel está vencendo novamente ”; “Não permitirei que os palestinos entrem”; “Eu sou um cachorro na coleira que persegue palestinos”; ou "O mundo inteiro está comendo da minha mão" são algumas das cantadas no programa, contra o qual Israel se manifestou.